# Máleme
Máleme (grec moderne : Μάλεμε) est un village 16 km à l'ouest de La Canée, nord-ouest de la Crète, en Grèce. Il est rattaché à la commune de Platanias, dans le nome de la Canée.
Outre un aéroport, Máleme comprend quelques grands hôtels et de nombreuses résidences à proximité de la plage ainsi que des bars et une discothèque à son extrémité ouest. Sa plage de gravier connaît une fréquentation assidue bien que moins que celles de Gerani, Agia Marina et Platanias.

## Histoire

### Âge du bronze
Une tombe à tholos du minoen tardif a été découvert à proximité de Máleme.

### Seconde Guerre mondiale

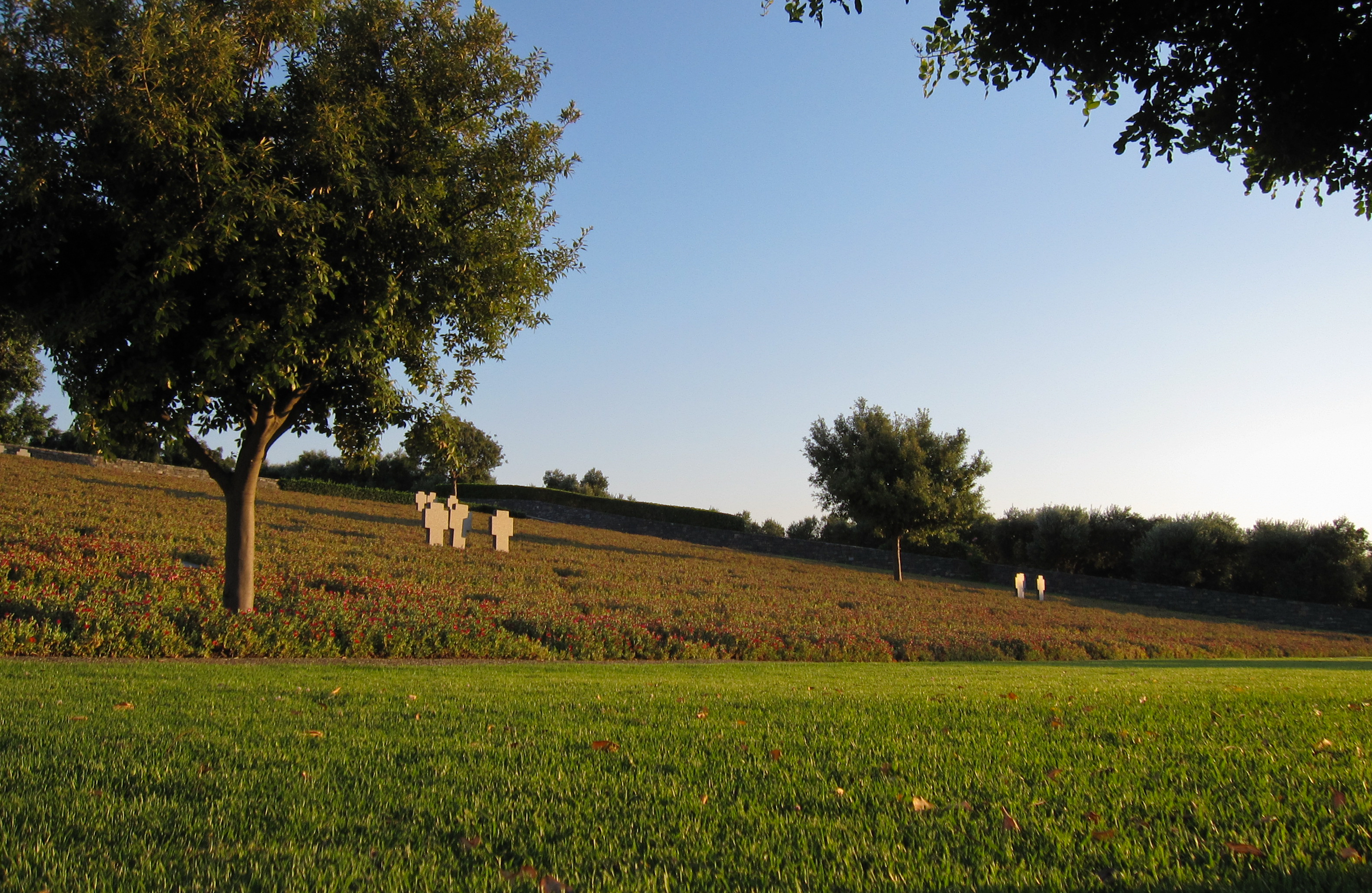
Cimetière militaire allemand à Máleme

Máleme est connue en tant que zone de largage de paras et de planeurs allemands, lors de l'invasion de la Crète en 1941, au début de l'opération Merkur. L'objectif des parachutistes était l'aérodrome, situé à la sortie de la ville, qui servit à acheminer des renforts aérotransportés par Ju 52.
De nombreux parachutistes sont enterrés dans le cimetière militaire allemand, situé sur la colline qui surplombe la ville. 
Un mémorial de la Royal Air Force est dédié aux soldats des escadrilles 30 et 33 qui périrent dans la bataille. Situé à la sortie de Máleme, il surplombe le pont métallique qui enjambe la rivière Tavronitis.